# Отделение ООН в Женеве

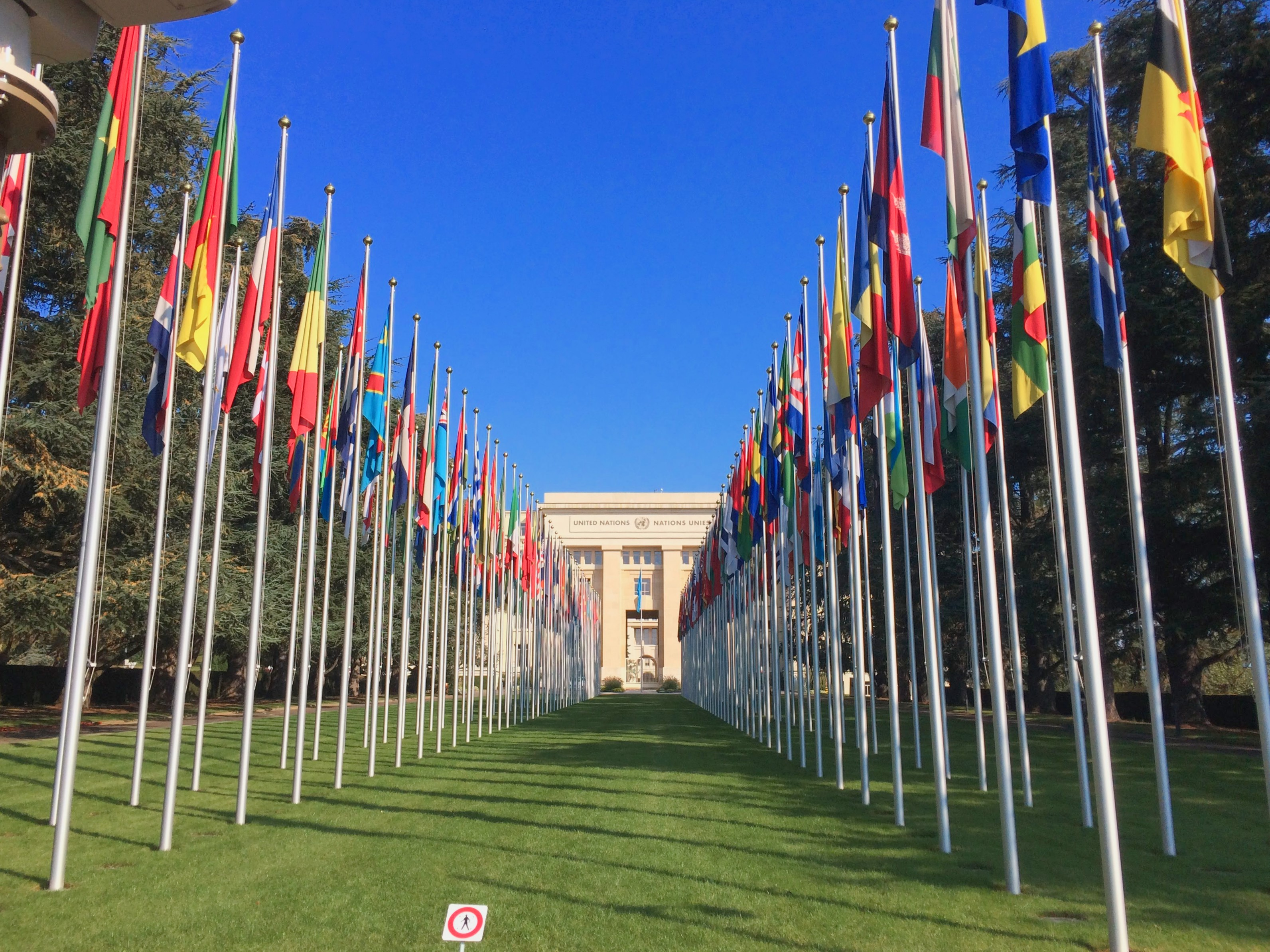
Аллея наций, с флагами стран-участниц

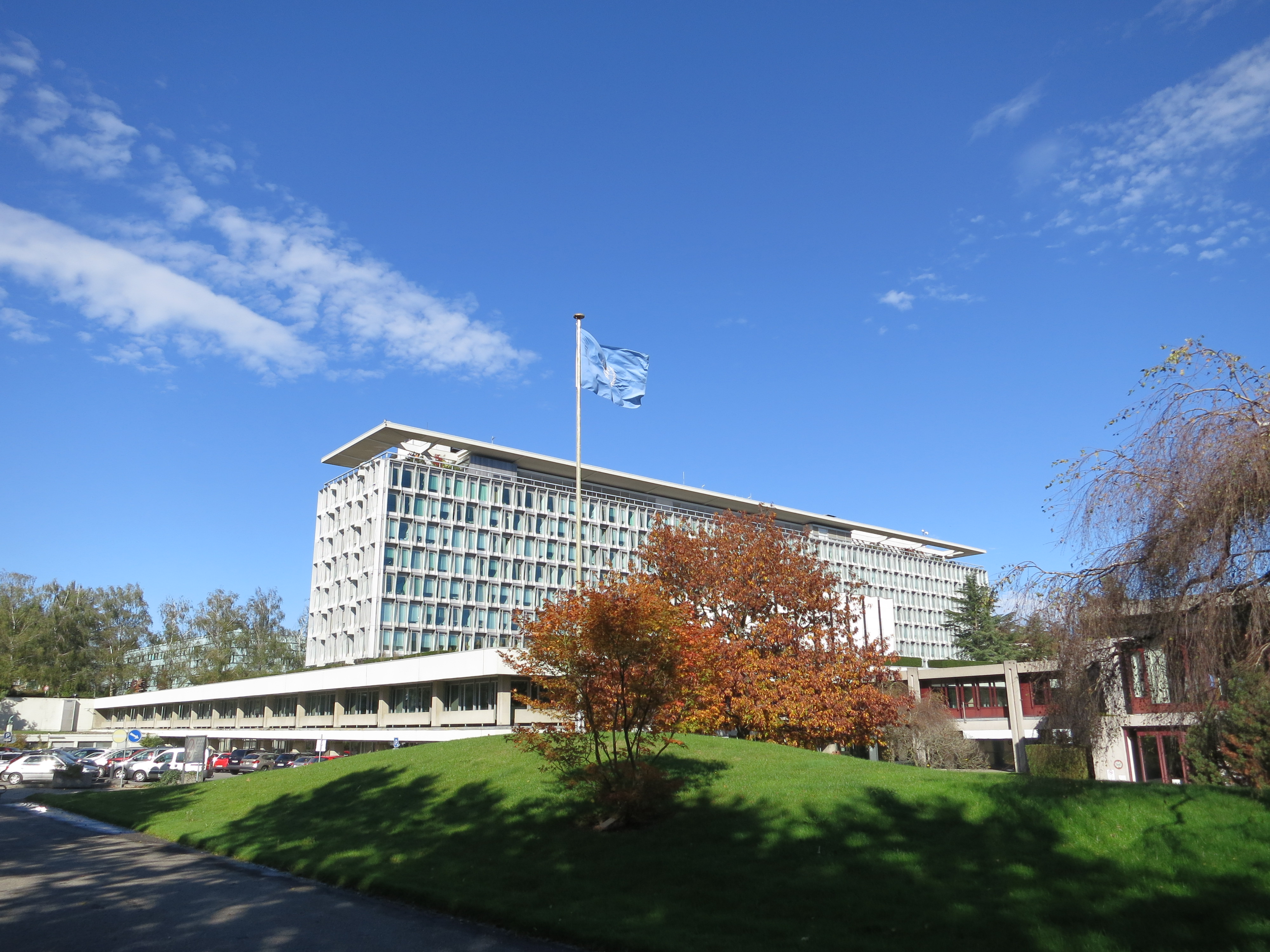
Штаб-квартира Всемирной организации здравоохранения

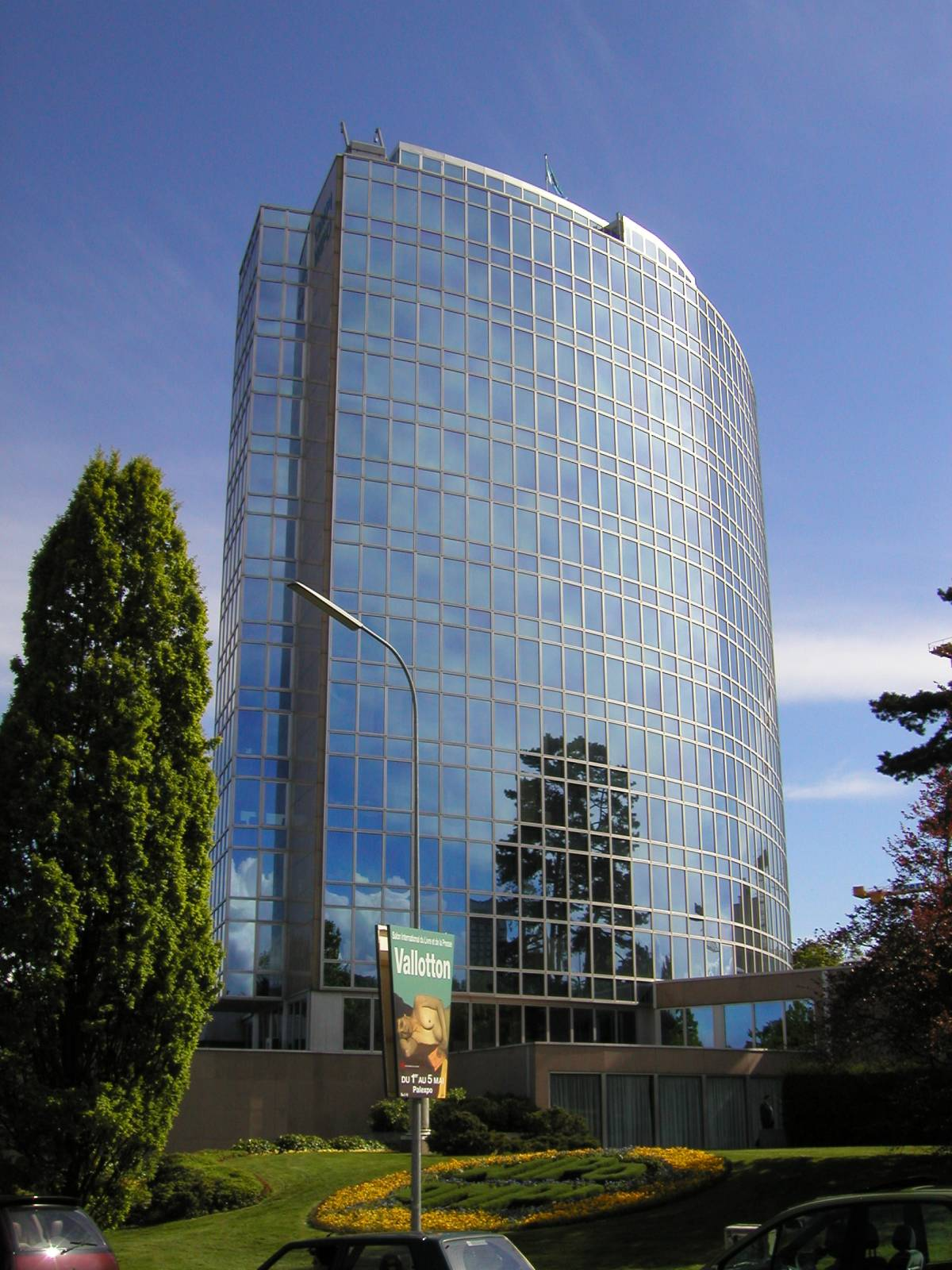
Штаб-квартира Всемирной организации интеллектуальной собственности

Отделение Организации Объединённых Наций в Женеве (англ. United Nations Office at Geneva, ЮНОГ) — одно из четырёх основных отделений Организации Объединённых Наций, помимо штаб-квартиры ООН в Нью-Йорке, отделения в Вене (Австрия) и отделения в Найроби (Кения). Главные административные помещения ЮНОГ расположены внутри комплекса Дворца Наций, который первоначально был построен для Лиги Наций в период с 1929 по 1938 год.
Также во Дворце Наций размещены офисы целого ряда программ и фондов, таких как Конференция ООН по торговле и развитию (ЮНКТАД), Управление ООН по координации гуманитарных вопросов (УКГВ) и Европейская экономическая комиссия ООН (ЕЭК).
Помимо размещения во Дворце Наций Система ООН с её специализированными учреждениями, программами и фондами имеет и другие офисы в административных помещениях, предоставленных правительством Швейцарии.
Эти учреждения ООН и другие подразделения с офисами в Женеве, каждые две недели проводят брифинги во Дворце Наций, организуемые Информационной службой ООН в Женеве.
По итогам каждого года ЮНОГ составляет отчёт, в котором перечисляются все основные события и мероприятия, произошедшие за этот период.

## Учредительные агентства
Штаб-квартира в Женеве: 
- Конференция по разоружению
- Международное бюро образования
- Международный вычислительный центр
- Международная организация труда
- Международная организация по миграции
- Центр международной торговли
- Международный союз электросвязи
- Объединённая инспекционная группа
- Объединенная программа Организации Объединённых Наций по ВИЧ / СПИДу
- Управление Верховного комиссара ООН по правам человека
- Координационный совет руководителей Организации Объединённых Наций
- Компенсационная комиссия ООН
- Конференция Организации Объединённых Наций по торговле и развитию
- Европейская экономическая комиссия ООН
- Верховный комиссар Организации Объединённых Наций по делам беженцев
- Совет ООН по правам человека (см. Также Комиссию ООН по правам человека)
- Институт ООН по исследованию проблем разоружения
- Учебный и научно-исследовательский институт Организации Объединённых Наций
- Служба связи с неправительственными организациями Организации Объединённых Наций
- Управление Организации Объединённых Наций по координации гуманитарной деятельности
- Управление ООН по спорту на благо развития и мира
- Научно-исследовательский институт социального развития при Организации Объединённых Наций
- Всемирная организация здоровья
- Всемирная организация интеллектуальной собственности
- Всемирная метеорологическая организация
- Мировая Торговая Организация[2]

Представительства в Женеве:
- Международное агентство по атомной энергии (штаб-квартира расположена в Вене)
- Программа ООН по окружающей среде (штаб-квартира расположена в Найроби)
- Организация Объединённых Наций по вопросам образования, науки и культуры (штаб-квартира находится в Париже)
- Организация Объединённых Наций по промышленному развитию (штаб-квартира в Вене)
- Мировая продовольственная программа (штаб-квартира в Риме)
- Всемирная туристская организация ООН (штаб-квартира в Мадриде)

## Генеральные директора

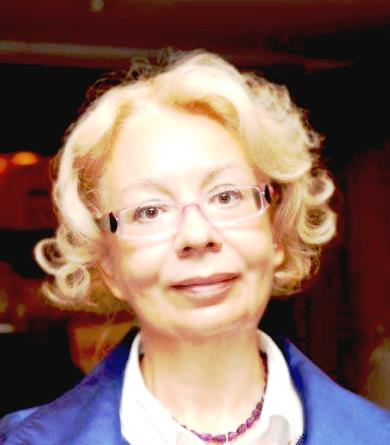
Татьяна Валовая, Россия, генеральный директор с 2019 года.

1. Владимир Модеров, Польша, 1946—1951 гг.
2. Адриан Пелт, Нидерланды, 1952—1957[3]
3. Пьер Паскуале Спинелли, Италия, 1957—1968 гг.
4. Витторио Винспир-Гвиччарди, Италия, 1968—1978 гг.
5. Луиджи Коттафави, Италия, 1978—1983 гг.
6. Эрик Суй, Бельгия, 1983—1987 гг.
7. Ян Мартенсон, Швеция, 1987—1992 годы
8. Антуан Бланка, Франция, 1992—1993 гг.
9. Владимир Петровский, Россия, 1993—2002 гг.
10. Сергей Орджоникидзе, Россия, 2002—2011 гг[4].
11. Касым-Жомарт Токаев, Казахстан, 2011—2013 гг.
12. Майкл Мёллер, Дания, 2013—2019 гг.
13. Татьяна Валовая, Россия, 2019 — настоящее время[5].

## Административная история
1. Отделение Организации Объединённых Наций в Женеве с августа 1946 года по апрель 1947 года. (IC / Geneva /1)
2. Европейское бюро ООН с 11 апреля 1947 года по 10 августа 1948 года. (IC / Geneva / 49)
3. Отделение Организации Объединённых Наций в Женеве с 10 августа 1948 года по 9 августа 1949 года. (IC / Geneva / 152)
4. Европейское бюро ООН с 9 августа 1949 года по 8 декабря 1957 года. (SGB / 82 / Rev.1)
5. Отделение Организации Объединённых Наций в Женеве с 8 декабря 1957 года по настоящее время (SGB / 82 / Rev.2)

## События
В январе 2020 года в штаб-квартире ООН, при поддержке генерального директора отделения ООН в Женеве Татьяны Валовой была открыта выставка картин на которой было выставлено 11 работ президента Российской академии художеств Зураба Церетели. В церемонии открытия принял участие Зураб Церетели и представители дипкорпуса.
В конце марта 2020 года в отделении ООН в Женеве подтвердили, что среди персонала по состоянию на 30 марта было зафиксировано девять случаев болезни, вызванной коронавирусом (COVID-19).